# La società dei consumi
La società dei consumi. I suoi miti e le sue strutture (La Société de consommation: ses mythes, ses structures) è un saggio sul consumismo del sociologo e filosofo Jean Baudrillard pubblicato nel 1970.
La società dei consumi è il secondo libro di Baudrillard dopo Il sistema degli oggetti (1968). Si può dire che i primi due, assieme a Per una critica dell'economia politica del segno (1972) formino una trilogia dedicata allo studio del capitale e del consumo dal punto di vista dello strutturalismo.

## Edizioni
La società dei consumi, Il Mulino, 1976, ISBN 9788815125156.